# Çavdar, Sarız
Çavdar là một xã thuộc huyện Sarız, tỉnh Kayseri, Thổ Nhĩ Kỳ. Dân số thời điểm năm 2008 là 360 người.